# Coles Bashford
Coles Bashford (Cold Spring, 24 gennaio 1816 – Prescott, 25 aprile 1878) è stato un politico e avvocato statunitense. Fu il quinto governatore del Wisconsin. Iniziò il mandato nel 1856 a seguito delle dimissioni del democratico William A. Barstow, coinvolto in uno scandalo elettorale riguardante proprio l'elezione a governatore, e del breve interim, della durata di quattro giorni, del vicegovernatore Arthur MacArthur Sr.. Terminò il suo mandato nel 1858. Anche Bashford, tuttavia, fu coinvolto in uno scandalo, nello specifico un caso di tangenti che lui e i suoi collaboratori avrebbero ricevuto dalla La Crosse & Milwaukee Railroad Company. In seguito fu delegato alla Camera dei Rappresentanti degli Stati Uniti per il Territorio dell'Arizona (1867-1869) e Segretario di Stato per il Territorio dell'Arizona (1869-1876).